# Verhältnismäßigkeitsprinzip (Deutschland)
Als allgemeines Abwägungsprinzip besagt der Grundsatz der Verhältnismäßigkeit: „Kollidierende Interessen, Freiheiten oder Rechtsprinzipien werden nur dann in ein angemessenes Verhältnis zueinander gesetzt, wenn und soweit das zu wahrende Interesse, Freiheitsrecht oder Rechtsprinzip schwerer wiegt als das ihm aufgeopferte.“
Als rechtsstaatliches Prinzip ist der Grundsatz der Verhältnismäßigkeit für jede hoheitliche Gewalt verbindlich. Mit dem Grundsatz sollen Konflikte, die Interessen und Freiheiten mit sich bringen, zu einem schonenden Ausgleich gebracht werden. Dabei ist zu gewährleisten, dass beide nicht mehr als nötig eingeschränkt werden.
Teilweise wird das Übermaßverbot als Verschärfung des Verhältnismäßigkeitsgrundsatzes verstanden, wonach unter mehreren verhältnismäßigen Eingriffen derjenige auszuwählen ist, der das entgegenstehende Interesse am wenigsten beeinträchtigt.
Bezüglich der Grundrechte werden die Begriffe „Übermaßverbot“ und „Grundsatz der Verhältnismäßigkeit“ in der Regel synonym verwendet.

## Definition
Verhältnismäßigkeit verlangt, dass jede Maßnahme, die in Grundrechte eingreift, einen rechtmäßigen öffentlichen Zweck verfolgt und in Beziehung auf den verfolgten (legitimen) Zweck „geeignet“, „erforderlich“ und „angemessen“ (= verhältnismäßig im engeren Sinne) ist. Eine Maßnahme, die diesen Anforderungen nicht entspricht, ist rechtswidrig.

### Legitimer Zweck
Anhand des Zwecks der Maßnahme wird bewertet, ob die Maßnahme zur Erreichung gerade dieses Ziels geeignet, erforderlich und angemessen ist. So macht es hinsichtlich der Bewertung des Zwecks als legitim keinen Unterschied, ob der tödliche Schuss aus der Waffe eines Polizisten abgegeben wird, um einen um sich schießenden Terroristen auszuschalten, oder um einen ertappten 15-jährigen Ladendieb an einer möglichen Flucht zu hindern. Sowohl einen Terroristen daran zu hindern weitere Schüsse abzugeben, als auch einen Dieb an der Flucht zu hindern sind Aufgaben der Polizei. Nur wenn ein Zweck an sich schon gegen die Wertung des Grundgesetzes verstößt, ist er nicht legitim. Ist bereits der Zweck als solcher nicht legitim, ist die Maßnahme bereits deshalb nicht verhältnismäßig. Schießt der Polizist also ausschließlich, um zu töten, wäre der Zweck aufgrund der Wertung des Grundgesetzes nicht legitim.

### Geeignetheit
Wenn die Maßnahme die Erreichung des Zwecks kausal bewirkt oder zumindest fördert, ist sie geeignet. Zur Verminderung des Schadstoffausstoßes eines Industriebetriebes etwa ist der Einbau einer Rauchgasreinigungsanlage oder die Schließung des Betriebes möglich. Nicht geeignet dagegen wäre die Schließung des Unternehmensparkplatzes.

### Erforderlichkeit
Die Maßnahme ist erforderlich, wenn kein milderes Mittel gleicher Eignung zur Verfügung steht, genauer: wenn kein anderes Mittel verfügbar ist, das in gleicher (oder sogar besserer) Weise geeignet ist, den Zweck zu erreichen, aber den Betroffenen und die Allgemeinheit weniger belastet. Die Schließung des Betriebs aus dem obigen Beispiel ist daher in der Regel nicht erforderlich, weil die Verminderung des Schadstoffausstoßes auch durch die Rauchgasreinigung erreicht werden kann.

### Angemessenheit
Verhältnismäßig im engeren Sinn ist eine Maßnahme nur dann, wenn die Nachteile, die mit der Maßnahme verbunden sind, nicht völlig außer Verhältnis zu den Vorteilen stehen, die sie bewirkt. An dieser Stelle ist eine Abwägung sämtlicher Vor- und Nachteile der Maßnahme vorzunehmen. Dabei sind vor allem verfassungsrechtliche Vorgaben, insbesondere Grundrechte zu berücksichtigen. Geht es beispielsweise um die Frage, ob zur Bekämpfung schwerer Bandenkriminalität die Videoüberwachung von Wohnräumen zugelassen werden soll, ist vor allem das Grundrecht des Überwachten auf Unverletzlichkeit seiner Wohnung gegen das Interesse der Allgemeinheit an der Erhaltung und Verteidigung der Rechtsordnung abzuwägen. Im Schrifttum wird der Begriff der „Zumutbarkeit“ synonym zum Begriff „Angemessenheit“ verwendet.

## Bedeutung
Das Verhältnismäßigkeitsprinzip ist ein grundlegendes Prinzip überall dort, wo zwischen widerstreitenden Interessen ein Ausgleich geschaffen werden muss. Als Sinnbild dieses Ausgleichs trägt Justitia immer eine Waage, die sich im Zweifel zum Schwächeren, dem Angeklagten neigt. Das Verhältnismäßigkeitsprinzip gilt grundsätzlich im Verfassungsrecht, im ganzen Bereich des öffentlichen Rechtes, im Strafrecht sowohl auf der Normebene (Strafbewehrung, Strafmaß) als auch hinsichtlich der Strafverfolgung (Ermittlungsverfahren) und des Straferkenntnisses sowie bei Verbraucherschutzrechten. In vielen dieser Bereiche gilt es als ungeschriebene Voraussetzung, aber immer öfter wird es aufgeschrieben, so etwa in den Polizeigesetzen der Länder und manchen internationalen Übereinkommen, wie Art. 7 TRIPs. Selbst wenn das Verhältnismäßigkeitsprinzip gerade im Zivilrecht nicht im Gesetzestext steht, muss es doch bei der Änderung von Gesetzen im Rahmen der Beachtung der Verfassungsprinzipien berücksichtigt werden, um eine Verfassungswidrigkeit der Gesetze zu vermeiden. Es spielt als ungeschriebener Verfassungsgrundsatz bei der Auslegung von sogenannten unbestimmten Rechtsbegriffen stets eine Rolle.

## Übermaßverbot (Erforderlichkeit im engeren Sinne)
Das Übermaßverbot ist ein von Peter Lerche geprägter rechtswissenschaftlicher Begriff, der sich ursprünglich auf die Gesetzgebung und ihre inhaltlichen Anforderungen  bezog. Darüber hinaus wird das Übermaßverbot heute allgemein als Maß für die Angemessenheit staatlichen Handelns verwendet, etwa bei staatlichen Eingriffsrechten oder bei Abwägungs- und Ermessensentscheidungen.

### Bedeutung
Das Übermaßverbot zielt  als rechtsstaatliches Prinzip, ebenso wie das Gebot der Verhältnismäßigkeit, darauf, Interessenbefriedigung zu optimieren und so viel Freiheit wie möglich zu erhalten. Hierbei verlangt das Verhältnismäßigkeitsprinzip, dass Eingriff und Nutzen in einem angemessenen Verhältnis zueinander stehen, dass also jedenfalls der Nutzen die Nachteile überwiegt. Stehen verschiedene solcher (in diesem Sinne „verhältnismäßiger“) Eingriffe zur Wahl, so verlangt das Übermaßverbot, sich für den schonendsten zu entscheiden, d. h. für den, der entgegenstehende Interessen am wenigsten schmälert, mithin das erforderliche Maß einer Interessenbeeinträchtigung nicht überschreitet.
Ein Untermaßverbot (Gebot, „nicht zu wenig zu tun“) wird aus Art. 2 Abs. 2 Alt. 1 GG abgeleitet. Es gebietet z. B. nicht nur die Abwendung lebensbedrohender Lagen, sondern verlangt auch, dass der Staat ausreichenden Lebensschutz gegen Angriffe gewährleistet. So sind zu laxe Gesetze oder Auslegungen gegenüber Tötungsdelikten (§ 212 Abs. 1 StGB) verfassungswidrig.

### Beispiele
Im Strafrecht gebietet das Verhältnismäßigkeitsprinzip die Schwere der Tat zu berücksichtigen. Maßnahmen des Gesetzgebers, die die allgemeine Handlungsfreiheit unter Berücksichtigung allgemeiner europäischer Sitten  zu sehr einschränken, sind im Sinne des Art. 2 Abs. 1 verfassungswidrig, wenn sie den Einzelnen zu sehr in seiner persönlichen Entfaltung einschränken. Umstritten sind beispielsweise Abschwächungen des Schwangerschaftsparagraphen oder Verschärfungen des Sexualstrafrechtes.
Gesetze müssen im Einzelverfahren so ausgelegt werden, dass die Grenzen schuldangemessenen Strafens nicht überschritten werden. Die Beurteilung dessen liegt beim Tatrichter, der im Wege der Verfassung die Strafzumessung selbst hoch- oder heruntersetzen kann und nicht an die Vorgaben der Strafzumessung anhand von Vorlageurteilen gebunden ist (§ 46 StGB).
Generalpräventive Erwägungen können nach der Rechtsprechung des Bundesgerichtshofs zwar auch bei der Bestimmung der Höhe der Strafe im Rahmen der Schuld zu Lasten des Angeklagten berücksichtigt werden.
Man beachte jedoch: Der Tatrichter darf aber die Strafe aus Gründen der Abschreckung potentieller Täter nur dann höher bestimmen, als sie sonst ausgefallen wäre, wenn eine gemeinschaftsgefährliche Zunahme solcher oder ähnlicher Taten festgestellt worden ist, wie sie zur Aburteilung stehen. Das bedeutet, dass der Tatrichter immer dann höher bestrafen darf, wenn eine Tat eine gefährliche Zunahme in der Statistik erfahren hat und nicht etwa, wenn die Medien darüber berichten. Es müssen anhand der Rechtsprechung und Literatur daher Fakten vorliegen, die es rechtfertigen, die Strafe zum Zwecke der Abschreckung höher anzusetzen. Bei der Bemessung generalpräventiver Erwägung ist nicht in erster Linie auf den Deliktstyp abzustellen, weil damit der Strafgrund als solcher gegen den Angeklagten gewendet würde, was unter dem Gesichtspunkt des Doppelverwertungsverbots des § 46 Abs. 3 StGB Bedenken begegnet, sondern der Ausnahmecharakter im Einzelfall eine hohe Gewichtung bekommen muss.
Der Tatrichter darf eine Strafe zur Abschreckung potentieller Täter nur dann höher bestimmen, als sie normalerweise ausgefallen wäre, wenn eine gemeinschaftsgefährliche Zunahme solcher oder ähnlicher Taten, wie sie zur Aburteilung stehen, festgestellt worden ist. Im Hinblick auf die moralische Doppelbestrafung spricht § 46 Abs. 3 StGB nach der Rechtsprechung gegen eine generalpräventive Bestrafung. Vielmehr ist auf die jeweiligen konkreten Umstände, die das Tatbild kennzeichnen, Bedacht zu nehmen.